# Dana Barron
Dana Barron (Nueva York, 22 de abril de 1966) es una actriz estadounidense de cine y televisión, reconocida por interpretar el papel de Audrey Griswold en la película de 1983 National Lampoon's Vacation. Otras de sus participaciones notables en cine incluyen producciones como Death Wish 4: The Crackdown, Heartbreak Hotel y National Lampoon's Pucked. Apareció también en reconocidas series de televisión como One Life to Live, Beverly Hills, 90210, Murder, She Wrote y Babylon 5.

## Filmografía

### Cine
| Año  | Título                      | Papel                 | Notas        |
| ---- | --------------------------- | --------------------- | ------------ |
| 1980 | He Knows You're Alone       | Diane Jensen          |              |
| 1983 | National Lampoon's Vacation | Audrey Griswold       |              |
| 1985 | Heaven Help Us              | Janine                |              |
| 1987 | Death Wish 4: The Crackdown | Erica Sheldon         |              |
| 1988 | Heartbreak Hotel            | Beth Devereux         |              |
| 1994 | Magic Kid 2                 | Maggie Patterson      |              |
| 1994 | In the Living Years         | Kathy                 |              |
| 1997 | City of Industry            | Gena                  |              |
| 1998 | Los mosqueteros del rey     | Louise de la Vallière |              |
| 2000 | The Perfect Nanny           | Fawn Lewis            |              |
| 2000 | Dumped                      | Laura                 |              |
| 2000 | Stageghost                  | Renee Bloomer         |              |
| 2001 | Night Class                 | Heather               |              |
| 2002 | Clover Bend                 | -                     | Productora   |
| 2006 | National Lampoon's Pucked   | Tiny                  |              |
| 2009 | A Letter to Dad             | Kathy Brown           |              |
| 2010 | Happythankyoumoreplease     | Ginecóloga            |              |
| 2010 | The Invited                 | Kristy                |              |
| 2012 | Mayfly                      | Deb                   | Cortometraje |

### Televisión
| Año       | Título                                                                   | Papel            | Notas                                      |
| --------- | ------------------------------------------------------------------------ | ---------------- | ------------------------------------------ |
| 1983      | The Brass Ring                                                           | Darlene          | Telefilme                                  |
| 1984      | One Life to Live                                                         | Michelle Boudin  | 2 episodios                                |
| 1985      | The Equalizer                                                            | Melinda          | «The Children's Song»                      |
| 1987-1989 | Crossbow                                                                 | Eleanor          | Papel regular                              |
| 1988      | CBS Schoolbreak Special                                                  | Megan Wells      | «No Means No»                              |
| 1989      | In the Heat of the Night                                                 | Corrie Kroller   | «Crackdown»                                |
| 1992      | Jonathan: The Boy Nobody Wanted                                          | Laurie Moore     | Telefilme                                  |
| 1992      | Beverly Hills, 90210                                                     | Nikki Witt       | Papel regular                              |
| 1994      | Dream On                                                                 | Reo Saunders     | «Blame It on Reo»                          |
| 1994      | Jailbreakers                                                             | Sue              | Telefilme                                  |
| 1995      | The Watcher                                                              | Mary             | «The Human Condition»                      |
| 1995      | Murder, She Wrote                                                        | Sarah Tyler      | «School for Murder»                        |
| 1998      | Babylon 5                                                                | Lauren Ashley    | «The Corps is Mother, the Corps is Father» |
| 1998-2000 | The Magnificent Seven                                                    | Casey Wells      | Papel regular                              |
| 2000      | Python                                                                   | Kristin          | Telefilme                                  |
| 2003      | National Lampoon's Christmas Vacation 2: Cousin Eddie's Island Adventure | Audrey Griswold  | Telefilme                                  |
| 2005      | McBride: Murder Past Midnight                                            | Marta Arnack     | Telefilme                                  |
| 2007      | Pandemic                                                                 | Lindsey Mastrapa | Telefilme                                  |
| 2012      | Naughty or Nice                                                          | Brenda Weir      | Telefilme                                  |
| 2012      | Leverage                                                                 | Betty            | «The Corkscrew Job»                        |
| 2013      | Snow Bride                                                               | Doria            | Telefilme                                  |